# Life Begins at 40
"Life Begins at 40" ("La vida comienza a los 40") es una canción escrita e interpretada por John Lennon. Fue compuesta hacia mediados de 1980, debido a que ese año tanto Lennon como Ringo Starr llegaron a la edad de 40 años, en octubre y julio respectivamente. 

## Historia
A petición de Starr y como una nueva colaboración a material discográfico suyo, Lennon grabó un demo previo en una cinta monofónica, en su apartamento en el edificio Dakota, en una fecha no precisada del verano de 1980. Dicha grabación casera presenta a Lennon cantando y tocando su guitarra acústica, con un respaldo de una caja de ritmos. 
En noviembre de ese año, le  entregó la cinta a su amigo baterista para que la trabajara. Sin embargo, permaneció archivada por varias semanas. El 26 de noviembre de 1980, Lennon le expresó su deseo de participar en su proyectado álbum de 1981, You Can't Fight Lightning, titulado finalmente Stop and Smell the Roses. Este disco significaría un regreso triunfal de Starr a las listas, luego de sus fracasos comerciales con Ringo the 4th (1977) y Bad Boy (1978). Ambos fijaron una fecha para las grabaciones el 14 de enero de 1981. 
Para asegurarse un éxito mayor, Starr pidió ayuda a sus tres excompañeros restantes de la banda The Beatles, tanto en aspectos compositivos como en colaboración instrumental. Adicionalmente intervinieron, entre otros, Harry Nilsson y Ron Wood.
Lennon nunca grabó el tema como parte de un álbum suyo, y consideró que su ritmo country se adaptaba perfectamente al estilo de voz que le agradaba al baterista, así que programaron una reunión para grabar juntos la pieza.
Con el asesinato de John Lennon el 8 de diciembre de 1980, toda colaboración suya quedaría truncada definitivamente.
Devastado por la situación, Ringo no tendría el valor de grabar las canciones de John, que le fueron devueltas a su viuda Yoko Ono para ser editadas en álbumes póstumos de Lennon. El otro tema que le fue regresado a Ono fue "Nobody Told Me", que aparecería en el disco Milk and Honey (1984).
“Life begins at 40” permaneció inédita hasta que Yōko Ono la publicó en su álbum recopilatorio de 1998 John Lennon Anthology, y es una de las piezas que dejó inconclusas el artista, al igual que “Free as a Bird”, “Real Love” y “Now and Then”, entre otras.

## Letra traducida
La canción está precedida por una breve introducción dirigida a Ringo Starr. Refleja el agudo y curioso sentido del humor (incluso irreverente) que siempre caracterizó a Lennon. Se escucha una base rítmica programada y John en la voz y guitarra:
“Nos gustaría darte la bienvenida al club de country & western Dakota, y al regreso un maravilloso regalo muy extraño de la señorita Yoko Ono. Me gustaría esta mañana, cantar una tonadita de algo que me ocurrió en el transcurso de mis sueños.
Se llamó, ´La vida comienza en 40´”.

Dicen que la vida comienza a los cuarenta

La edad es apenas un estado mental

Si todo eso es verdad

Tu sabes, hubiera muerto a los treinta y nueve.

Y si la vida comienza a los cuarenta,

Bien, la espero aquí que no sea igual

He sido bastante resistente en esa materia

No quiero nacer de nuevo.

Bien, intenté borrar y limpiar la pizarra

Con una nueva escoba cada día

Y si no funciona

Trataré hasta mi próximo cumpleaños.

Si, la vida comienza en cuarenta

La edad es un estado de la mente

Bien, si todo eso es cierto

Tu sabes, hubiera muerto en treinta y nueve.